# 小糸焼

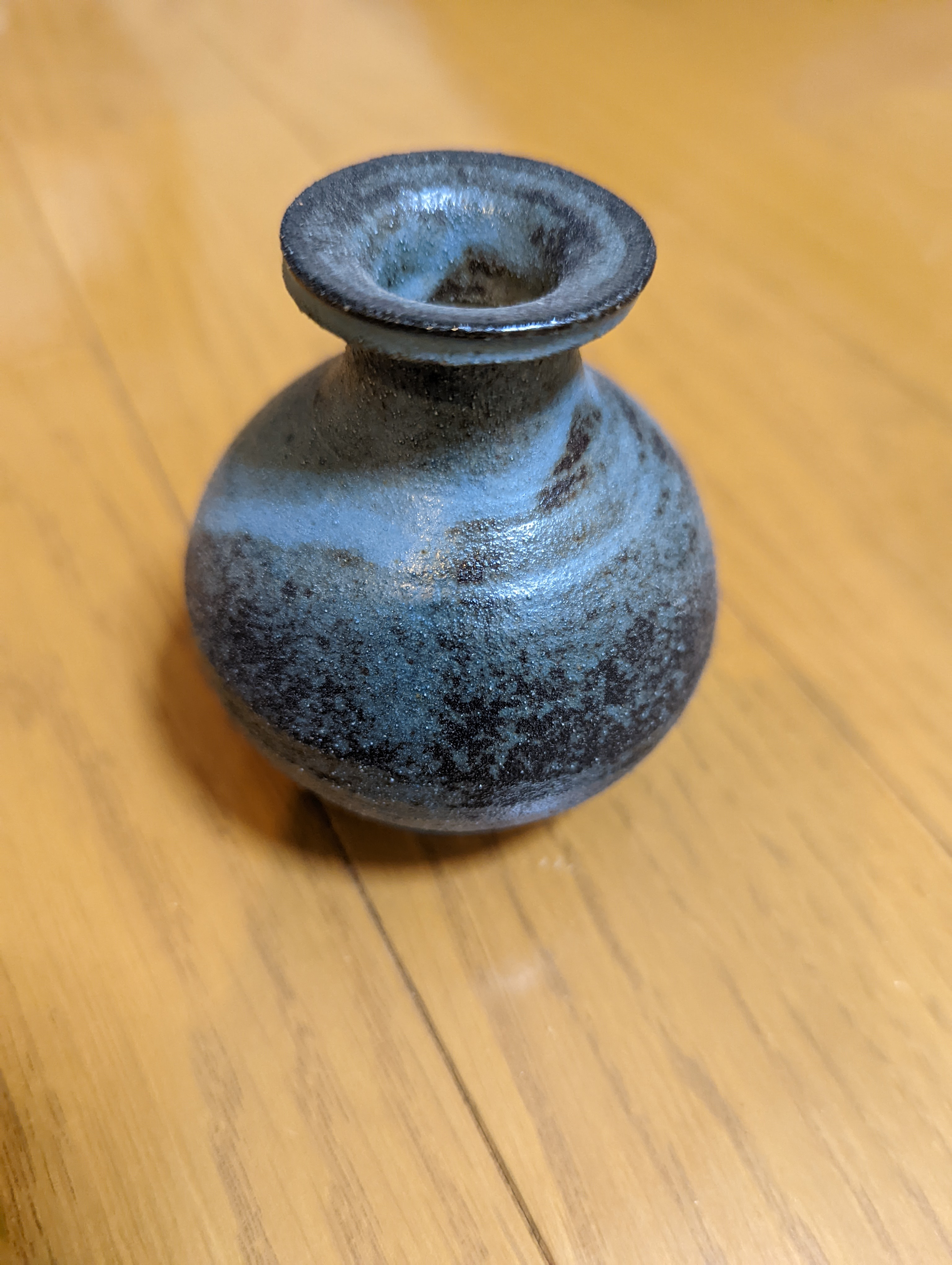
小糸焼の瓶

小糸焼（こいとやき）は岐阜県高山市で焼かれる陶器である。名の由来は高山城下西方の地名小糸坂である。
寛永年間の開窯で、高山城主の金森重頼が京都の陶工竹屋源十郎を招き、小糸坂で開窯したのが始まりである。しかし、寒冷地だったことが影響したためか、廃業となる。天保7年（1837年）細江嘉助と平田忠右衛門が瀬戸から陶工戸田柳造を招き、一時再興するも、5年前後で廃絶する。
現在の小糸焼は、戦後、長倉三朗によって復活したものである。小糸焼は独特の作風で知られ、特に「伊羅保（イラボ）釉」を発展させた「青伊羅保」という渋く深みのあるコバルトブルーの釉薬が特徴である。
1992年（平成4年）3月30日に岐阜県郷土工芸品に指定されている。